# Питбулов скакалец
Питбуловият скакалец (Lirometopum coronatum) е вид насекомо от семейство Дървесни скакалци (Tettigoniidae).

## Разпространение
Видът е разпространен в Централна Америка.